# Ashes 2013
Navigation
2010-2011 2013-2014
Les Ashes 2013 sont une série de cinq test-matchs de cricket opposant l'Angleterre à l'Australie. Elle se joue en Angleterre du 10 juillet au 25 août 2013 sur cinq terrains différents : Trent Bridge, Lord's, Old Trafford, Riverside Ground et The Oval. L'équipe d'Australie dispute également des matchs d'échauffement first-class contre le Somerset, le Worcestershire, le Sussex et le Northamptonshire. L'Angleterre remporte la série 3-0 et conserve donc son titre.

## Stades
Les cinq stades utilisés pour les Ashes 2013 sont Trent Bridge à Nottingham, Lord's à Londres, Old Trafford à Manchester, le Riverside Ground de Chester-le-Street et The Oval à Londres.
| Stade            | Ville             | Capacité |
| ---------------- | ----------------- | -------- |
| Trent Bridge     | Nottingham        | 17 500   |
| Lord's           | Londres           | 28 000   |
| Old Trafford     | Manchester        | 22 000   |
| Riverside Ground | Chester-le-Street | 19 000   |
| The Oval         | Londres           | 23 500   |

## Effectifs

### Angleterre

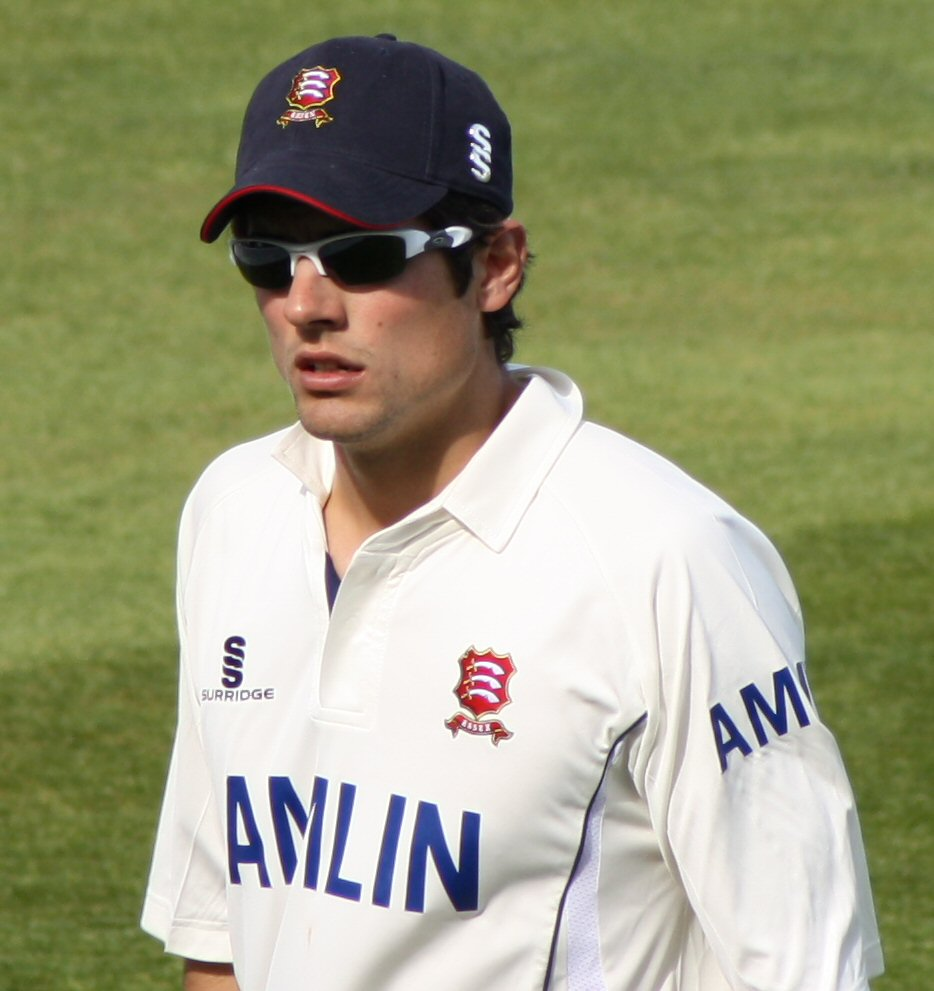
Alastair Cook, capitaine de l'équipe d'Angleterre.

Le groupe de treize joueurs convoqués pour le premier test-match est annoncé le 6 juillet. Pourtant titulaire d'un des deux postes d'ouvreur, le batteur Nick Compton n'est pas sélectionné, tandis que Joe Root est promu à sa place dans l'ordre de batte. L'effectif est inchangé à l'approche du second test-match. Quatorze joueurs sont convoqués pour la troisième rencontre : les lanceurs Steven Finn et Graham Onions laissent leur place à Monty Panesar et Chris Tremlett, tandis que James Taylor est appelé au cas où Kevin Pietersen doit déclarer forfait.
| Joueur                           |
| -------------------------------- |
| Alastair Cook (capitaine)        |
| James Anderson                   |
| Jonny Bairstow                   |
| Ian Bell                         |
| Tim Bresnan                      |
| Stuart Broad                     |
| Steven Finn (1er et 2e matchs)   |
| Graham Onions (1er et 2e matchs) |
| Monty Panesar (3e match)         |
| Kevin Pietersen                  |
| Matt Prior (gardien)             |
| Joe Root                         |
| Graeme Swann                     |
| James Taylor (3e match)          |
| Chris Tremlett (3e match)        |
| Jonathan Trott                   |

### Australie

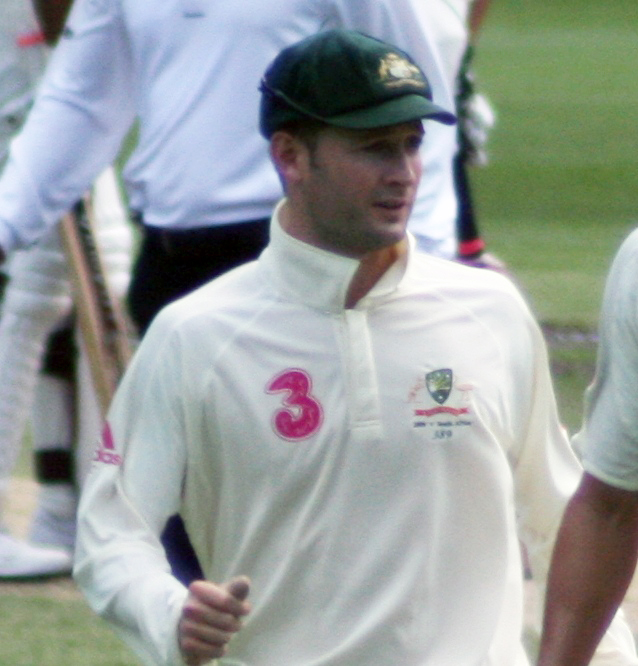
Michael Clarke, capitaine de l'équipe d'Australie.

Le comité de sélection, en place depuis fin 2011, comprend les sélectionneurs John Inverarity, Andy Bichel et Rod Marsh, ainsi que l'entraîneur Mickey Arthur et le capitaine Michael Clarke. La composition du groupe pour la série est annoncée en avril 2013 et comprend initialement seize joueurs. Le gardien de guichet Brad Haddin est nommé vice-capitaine, et récupère sa place sur le terrain aux dépens de Matthew Wade, titulaire du poste pendant un an. Pour combler le manque d'expérience de l'équipe lié aux récentes retraites internationales de Ricky Ponting et Michael Hussey, est également appelé le batteur Chris Rogers, 35 ans et un seul test-match disputé cinq ans plus tôt à son palmarès. Plusieurs joueurs ayant fait partie de la tournée en Inde achevée quelques semaines plus tôt manquent à l'appel : Xavier Doherty, Mitchell Johnson, Moises Henriques, Glenn Maxwell, Steven Smith.
Quelques semaines avant les Ashes, la Chambre des représentants d'Australie puis le Sénat votent une loi permettant de naturaliser plus rapidement qu'auparavant le lanceur pakistanais Fawad Ahmed, réfugié dans le pays, lui offrant la possibilité d'être ajouté au groupe. Il obtient la nationalité australienne début juillet, mais est envoyé en tournée avec l'équipe A au Zimbabwe et en Afrique du Sud.

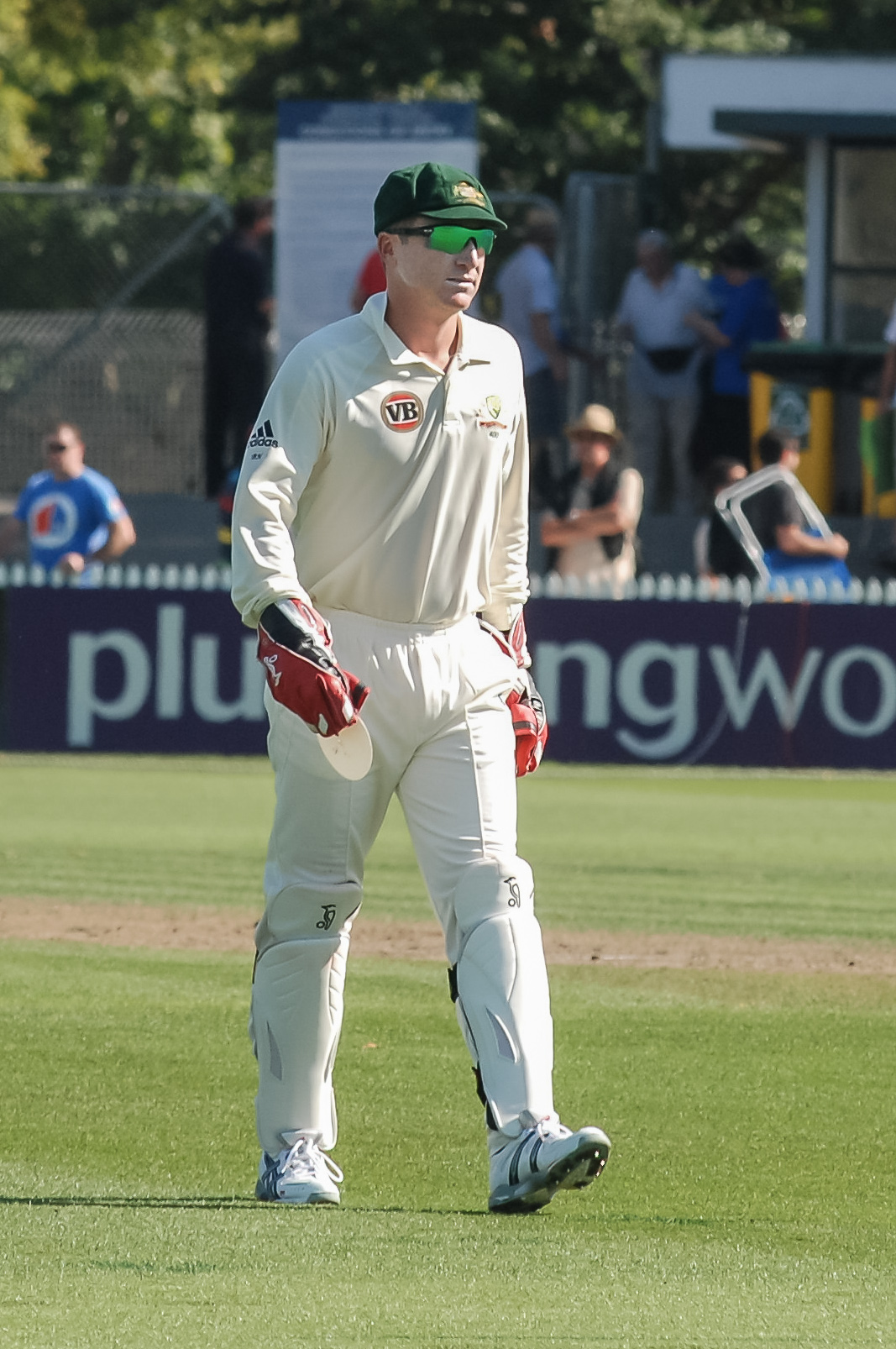
Le gardien et vice-capitaine Brad Haddin.

Au cours du Trophée des champions 2013, disputé en Angleterre en juin, le batteur David Warner est suspendu jusqu'au début de la série par sa fédération à la suite d'une altercation dans un bar avec son homologue Anglais Joe Root et manque ainsi les matchs de préparation. Steven Smith est inclus dans le groupe pour pallier cette suspension et aux problèmes récurrents au dos de Michael Clarke.
À l'issue du Trophée des champions, l'entraîneur Mickey Arthur est licencié et remplacé par Darren Lehmann le 24 juin, deux semaines environ avant les Ashes. Il décide de faire de Chris Rogers et Shane Watson sa paire d'ouvreurs. Le lanceur Ashton Agar, 19 ans, qui participait jusqu'alors aux entraînements du groupe pour gagner de l'expérience maus sans en faire partie, est par la suite officiellement inclus dans l'effectif australien et connaît même sa première sélection au cours du premier test-match de la série. Envoyé un temps avec l'équipe A au Zimbabwe et en Afrique du Sud pour combler son manque de préparation lié à suspension, David Warner y réussi notamment un score de 193 cricket et est rappelé à temps pour le troisième test-match des Ashes.
| Joueur                                      |
| ------------------------------------------- |
| Michael Clarke (capitaine)                  |
| Brad Haddin (vice-capitaine, gardien)       |
| Ashton Agar (initialement non sélectionné)  |
| Jackson Bird                                |
| Ed Cowan                                    |
| James Faulkner                              |
| Ryan Harris                                 |
| Phillip Hughes                              |
| Usman Khawaja                               |
| Nathan Lyon                                 |
| James Pattinson                             |
| Chris Rogers                                |
| Peter Siddle                                |
| Steven Smith (initialement non sélectionné) |
| Mitchell Starc                              |
| Matthew Wade (gardien)                      |
| David Warner                                |
| Shane Watson                                |

## Arbitres
Des douze arbitres qui composent le panel élite de l'ICC, seuls quatre ne sont ni anglais, ni australien : le Pakistanais Aleem Dar, le Sri Lankais Kumar Dharmasena, le Néo-Zélandais Marais Erasmus et le Sud-Africain Tony Hill. C'est donc à eux d'alterner entre les rôles d'arbitres de champ et d'arbitres chargés de l'assistance technologique.

## Matchs

### Premier test-match
Le premier test-match se déroule à Trent Bridge, à Nottingham, du 10 au 14 juillet. L'Angleterre bat l'Australie par 14 courses (runs).
| Généralités    | Généralités                                          | Généralités |
| -------------- | ---------------------------------------------------- | --- |
| Résultat       | Angleterre gagne par 14 courses                      | Angleterre gagne par 14 courses |
| Arbitres       | Aleem Dar (Pakistan) et Kumar Dharmasena (Sri Lanka) | Aleem Dar (Pakistan) et Kumar Dharmasena (Sri Lanka) |
| Homme du match | James Anderson (Angleterre)                          | James Anderson (Angleterre) |
| Manches        |                                                      | |
| no             | Total                                                | Détail |
| 1re            | Angleterre 215                                       | - Batteurs : Cook 13, Root 30, Trott 48, Pietersen 14, Bell 25, Bairstow 37, Prior 1, Broad 24, Swann 1, Finn 0, Anderson 1* - Lanceurs : Pattinson 3/69, Starc 2/54, Siddle 5/50, Agar 0/24, Watson 0/7   |
| 2e             | Australie 280                                        | - Batteurs : Watson 13, Rogers 16, Cowan 0, Clarke 0, Smith 53, Hughes 81*, Haddin 1, Siddle 1, Starc 0, Pattinson 2, Agar 98 - Lanceurs : Anderson 5/85, Finn 2/80, Swann 2/60, Broad 1/40                |
| 3e             | Angleterre 375                                       | - Batteurs : Cook 50, Root 5, Trott 0, Pietersen 64, Bell 109, Bairstow 15, Prior 31, Broad 65, Swann 9, Finn 2*, Anderson 0 - Lanceurs : Pattinson 2/101, Starc 3/81, Agar 2/82, Siddle 3/85, Watson 0/11 |
| 4e             | Australie 296                                        | - Batteurs : Watson 46, Rogers 52, Cowan 14, Clarke 23, Smith 17, Hughes 0, Haddin 71, Agar 14, Starc 1, Siddle 11, Pattinson 25* - Lanceurs : Anderson 5/73, Broad 2/54, Swann 2/105, Finn 0/37, Root 1/6 |

### 2etest-match
Le deuxième test-match se déroule au Lord's Cricket Ground à Londres du 18 au 22 juillet. L'Angleterre bat l'Australie par 347 courses (runs).
| Équipe à la batte | 1re manche | 2e manche |
| ----------------- | ---------- | --------- |
| Angleterre        | 361        | 349-7dec  |
| Australie         | 128        | 235       |

Le match est arbitré par Kumar Dharmasena (Sri Lanka) et Marais Erasmus (Afrique du Sud).
Joe Root est nommé homme du match.

### Troisième test-match
Le troisième test-match se déroule à Old Trafford, à Manchester, du 1er au 5 août.
| Généralités    | Généralités                                                   | Généralités |
| -------------- | ------------------------------------------------------------- | --- |
| Résultat       | Match nul                                                     | Match nul |
| Arbitres       | Marais Erasmus (Afrique du Sud) et Tony Hill (Afrique du Sud) | Marais Erasmus (Afrique du Sud) et Tony Hill (Afrique du Sud) |
| Homme du match | Michael Clarke                                                | Michael Clarke |
| Manches        |                                                               | |
| no             | Total                                                         | Détail |
| 1re            | Australie 527-7 (déclaration)                                 | - Batteurs : Watson 19, Rogers 84, Cowan 1, Clarke 187, Smith 89, Warner 5, Haddin 65*, Siddle 1, Starc 66* - Lanceurs : Anderson 0/116, Broad 1/108, Bresnan 1/114, Swann 5/159, Root 0/18                           |
| 2e             | Angleterre 368                                                | - Batteurs : Cook 62, Root 8, Bresnan 1, Trott 5, Pietersen 113, Bell 60, Bairstow 22, Prior 30, Broad 32, Swann 11, Anderson 3* - Lanceurs : Harris 2/82, Starc 3/76, Lyon 1/95, Watson 0/26, Siddle 4/63, Smith 0/6 |
| 3e             | Australie 172-7 (déclaration)                                 | - Batteurs : Rogers 12, Warner 41, Khawaja 24, Watson 18, Clarke 30*, Smith 19, Haddin 8, Starc 11, Harris 0* - Lanceurs : Anderson 2/37, Broad 1/30, Swann, 1/74, Bresnan 2/25                                       |
| 4e             | Angleterre 37-3 (match arrêté par la pluie)                   | - Batteurs : Cook 0, Root 13*, Trott 11, Pietersen 8, Bell 4* - Lanceurs : Harris 2/13, Starc 0/6, Lyon 0/8, Siddle 1/8, Clarke 0/2                                                                                   |